# Aclista dubia
Aclista dubia är en stekelart som först beskrevs av Jean-Jacques Kieffer 1909.  Aclista dubia ingår i släktet Aclista, och familjen hyllhornsteklar. Arten är reproducerande i Sverige.